# 中井精也
中井 精也（なかい せいや、1967年10月4日 - ）は、東京都出身の鉄道写真家。日本鉄道写真家協会事務局長。

## 略歴
1967年（昭和42年）、東京都杉並区に生まれる。阿佐ヶ谷に住んでいた小学生の頃から総武線で通学していたことが、電車に興味をもったきっかけ。税理士だった父の趣味が写真で、自宅には暗室もあり、小学校6年生の時に1台のカメラを父からもらって、鉄道を撮り始めた。
暁星小学校、暁星中学校・高等学校を経て、成蹊大学法学部へ進学。中学校から大学時代まで鉄道研究部/鉄道研究会に所属。大学卒業後、東京写真専門学校（現：東京ビジュアルアーツ）に1年間通う。在学中に鉄道写真家の真島満秀に師事。
1996年（平成8年）に独立し、東京都千代田区に個人事務所レイルマンフォトオフィス設立。2000年（平成12年）3月、山崎友也と有限会社レイルマンフォトオフィス設立。JR時刻表の表紙や西武鉄道カレンダー、鉄道ジャーナルなど、JR・私鉄各社の広告やカレンダーを担当。
2014年（平成26年）2月にレイルマンフォトオフィスを退社。同年3月、父が副業で営んでいた写真店「フォート・ナカイ」の屋号を引き継ぎ独立。
2015年（平成27年）、『中井精也 写真集 1日1鉄！』により第46回講談社出版文化賞写真賞受賞。
2018年5月3日、東京都荒川区に「ゆる鉄画廊」を開館。2021年08月22日に閉館したが、その後も日本各地で出張展示を継続中。

## 出演

### テレビ番組
- こんにちはいっと6けん（2009年5月15日 - 2013年3月15日、NHK総合） - ぶらり散歩日和（不定期出演）
- カメラと旅する鉄道風景（旅チャンネル）
- 鉄道百景 にっぽん鉄道写真の旅（2011年 - 、BS-TBS）
- 写真家たちの日本紀行（2012年9月22日、BS-JAPAN）
- ソロモン流（2013年4月、テレビ東京）[10]
- ひるまえほっと（2013年6月 - 、NHK総合） - てくてく散歩（不定期出演）
- BSコンシェルジュ（2014年・2020年、NHK総合）[出演回 1]
- 中井精也のてつたび！（2014年4月 - 、NHK BSプレミアム） - 2021年6月から番組名が『中井精也の絶景！てつたび』に変更
- ヒルナンデス!（2014年6月 - 、日本テレビ） - 不定期ゲスト出演[13]
- ひと・まち紀行 日本の元気を、明日へ。世界へ。（2014年 - 2015年、BS-TBS）[出演回 2]
- レシピ・アン〜音楽と料理で幸せのおもてなし〜 第67回・第68回（2015年5月、BSフジ）
- スタジオパークからこんにちは 中井精也（2015年11月、NHK総合）[14]
- スイッチ！（東海テレビ） - 不定期ゲスト出演[15]
- 鉄道発見伝 鉄兄ちゃん藤田大介アナが行く!（日テレプラス） - 不定期ゲスト出演[出演回 3]
- ごごナマ（2017年8月・2018年6月）[出演回 4]
- リトルトーキョーライフ（2017年9月21日、テレビ東京）[17]
- もふもふモフモフ（2018年4月・8月、NHK総合）[出演回 5]
- 旅スルおつかれ様〜ハーフタイムツアーズ〜（2018年10月 - 、テレビ東京） - 不定期出演[出演回 6]
- NHK短歌「旅」（2019年8月18日、NHK Eテレ）[23]
- ABChanZoo「三ノ輪の商店街で下町グルメサバイバル」（2019年12月8日、テレビ東京）
- 世界にいいね！つぶやき英語（2020年12月、NHK Eテレ）[24]
- じゅん散歩 「三ノ輪」編（2021年3月8日、テレビ朝日）
- NHK俳句 題「雲雀（ひばり）」（2021年3月、NHK Eテレ）[25]
- 中井精也の絶景！てつたび（2021年6月 - 、NHK BSプレミアム）[26]
- 8K鉄路紀行（NHK BS4K/BS8K）
  - 特別編 中井精也と楽しむ！（2022年7月26日）
  - シーズン2（2023年9月）[27]
- 人がいないなら呼べばいい ローカル線 魅力再発見の旅（2022年11月、NHK総合）[28]

### イベント
- 中井精也「1日1鉄！」×PENTAX K-7（2009年8月）[29]
- 伊豆急「オモシロ駅長」小林佳果・鉄道写真家と行く伊豆急満喫旅（2012年11月）[30]
- ピンクSLお披露目式（2016年5月）[31]
- さよなら銀座線01系メモリアルトレイン（2017年3月） - 東京メトロ01系ラストランイベント[32]
- 写真家中井精也とたんぽぽ川村エミコのカメラって楽しいね！（2018年10月5日 - 11月1日）[33]
- 岩見沢駅開業10周年記念イベント（2019年3月16日・17日）[34]
- ゆる鉄画廊NOMAD号115系長野色の旅（2021年11月27日）[35][36]

## 写真展
- 中井精也 鉄道写真展 笑顔あふれる「ゆる鉄」ワールド（2018年4月 - 6月）[37]
- 中井精也展 素晴らしき鉄道情景（2023年7月）[38]
- 中井精也写真展「埼玉鉄道写真絵巻」（2023年10月5日 - 30日）[39]
- 中井精也ブログ「1⽇1鉄！」20周年記念写真展「今⽇もHappy Train！」（2024年3月 - 4月）[40]

## DVD
| 発売日        | タイトル                                          | タイトル                                    | 規格品番   | レーベル             | 出典       |
| ------------- | ------------------------------------------------- | ------------------------------------------- | ---------- | -------------------- | ---------- |
| 2010年6月23日 | 撮り鉄バイブル ～中井精也のカメラと旅する鉄道風景 |                                             |            |                      |            |
| 2010年6月23日 | 撮り鉄バイブル ～中井精也のカメラと旅する鉄道風景 | DVD-BOX                                     | XT-2954-6  | 日本コロムビア       |            |
| 2010年6月23日 | 撮り鉄バイブル ～中井精也のカメラと旅する鉄道風景 | 関東編                                      | COBM-5703  | 日本コロムビア       | [ 41 ]     |
| 2010年6月23日 | 撮り鉄バイブル ～中井精也のカメラと旅する鉄道風景 | 東北編                                      | COBM-5704  | 日本コロムビア       | [ 42 ]     |
| 2010年6月23日 | 撮り鉄バイブル ～中井精也のカメラと旅する鉄道風景 | 青森編                                      | COBM-5705  | 日本コロムビア       | [ 43 ]     |
| 2010年8月4日  | 電車の見えるホテル 素晴らしきトレインビュー       | 電車の見えるホテル 素晴らしきトレインビュー | ALBPD-0490 | アルバトロス         | [ 44 ]     |
| 2011年10月5日 | 中井精也 にっぽん鉄道写真の旅                     | 第1集 バリ鉄 東北/磐越編                    | TCED-1261  | TCエンタテインメント | [ 注釈 1 ] |
| 2011年10月5日 | 中井精也 にっぽん鉄道写真の旅                     | 第2集 ゆる鉄 大井川/富山編                  | TCED-1262  | TCエンタテインメント | [ 注釈 1 ] |
| 2015年1月16日 | 中井精也のてつたび                                | 三重 三岐鉄道北勢線                         | NSDS-20444 | NHKエンタープライズ  | [ 45 ]     |
| 2015年1月16日 | 中井精也のてつたび                                | 千葉 銚子電鉄線                             | NSDS-20445 | NHKエンタープライズ  | [ 46 ]     |
| 2015年1月16日 | 中井精也のてつたび                                | 山形 山形鉄道フラワー長井線                 | NSDS-20446 | NHKエンタープライズ  | [ 47 ]     |
| 2015年1月16日 | 中井精也のてつたび                                | 神奈川 箱根登山鉄道線                       | NSDS-20447 | NHKエンタープライズ  | [ 48 ]     |
| 2015年1月16日 | 中井精也のてつたび                                | 兵庫 北条鉄道線                             | NSDS-20448 | NHKエンタープライズ  | [ 49 ]     |

## 書籍
主な著書
- 撮り鉄 - 中井精也の鉄道撮影術（2009年7月、アスキー・メディアワークス）ISBN 978-4-04-867987-9
- 世界一わかりやすいデジタル一眼レフカメラと写真の教科書（2010年5月、インプレスジャパン）ISBN 978-4-8443-2859-9
- 撮らずにはいられない鉄道写真（2010年6月、学研パブリッシング）ISBN 978-4-05-404573-6
- ゆる鉄 中井精也の鉄道スナップ撮影術（2010年7月、アスキー・メディアワークス）ISBN 978-4-04-868716-4
- 走れ、さんてつ！ - 三陸鉄道のある風景よ、もう一度!!（2012年2月、徳間書店）ISBN 978-4-19-863351-6
- 世界一わかりやすいデジタル一眼レフカメラと写真の教科書 改訂版（2014年12月、インプレス）ISBN 978-4-8443-3720-1
- 写真家中井精也とたんぽぽ川村エミコのカメラって楽しいね！（2018年7月、インプレス）ISBN 978-4-295-00378-6
- 世界一わかりやすいデジタルカメラと写真の教科書 ミラーレス編（2021年3月、インプレス）ISBN 978-4-295-01037-1

### 写真集
- 1日1鉄！Rail healing!（2008年6月、交通新聞社）ISBN 978-4-330-99908-1
- 鉄道旅情100景（2008年6月、クレオ）ISBN 978-4-87736-122-8
- ゆる鉄（2009年11月、クレオ）ISBN 978-4-87736-128-0
- DREAM TRAIN 写真家が見た旅とカメラと夢の記憶（2012年3月、インプレスジャパン）ISBN 978-4-8443-3178-0
- DREAM TERMINAL 東横線渋谷駅メモリアル写真集（2013年3月、東急エージェンシー）[50] ISBN 978-4-88497-117-5
- 1日1鉄！（2014年4月、インプレスジャパン） - 第46回講談社出版文化賞写真賞[8] ISBN 978-4-8443-3569-6
- 鉄道写真家中井精也写真集 三陸鉄道オフィシャル写真集（2014年5月、徳間書店）ISBN 978-4-19-863805-4
- 中井精也のテツ模写（2015年8月、洋泉社）ISBN 978-4-8003-0729-3
- 中井精也が撮り下ろした東急田園都市線写真集（2016年10月、東急エージェンシー）ISBN 978-4-88497-126-7
- 地図と楽しむ中井精也の鉄道絶景（2023年2月、平凡社）ISBN 978-4-582-94618-5
- ゆる鉄絶景100（2024年4月、小学館）ISBN 978-4-09-682453-5

### 連載
- デジタルカメラマガジン
  - 中井精也のがんばれゆる鉄！（2013年7月号 - ）
  - 中井精也がニコンで撮るニッポン鉄道紀行 N Rail（2015年8月号 - ）
  - Impressive TRAIN Journey（2017年7月号 - ）
  - One and Only
  - Adventure TRAIN（2018年1月号 -
- 三洋化成ニュース「ゆる鉄ファインダー」（2020初夏号 No.520 - 2023 春号 No.537、三洋化成工業）[51][52]
- 月刊 旅行読売「中井精也の ゆる鉄写真館」（2022年11月号 - 、旅行読売出版社）[53][54]
- 朝日小学生新聞「中井精也の鉄道であっちこっち」（2024年4月 - 、朝日学生新聞社） - 隔週土曜日連載[55]

### Web連載
- デジカメwatch「中井精也のエンジョイ鉄道ライフ」（2019年6月 - 、インプレス） - 月2回連載[56]
- αUniverse（ソニーマーケティング）
  - Beautiful TRAIN Journey（2016年9月 - 2018年5月）
  - Majestic TRAIN- 威風鐵道 -（2018年6月 - 2019年3月）
  - Only Railway（2019年7月 - 2020年6月）
  - COLORS －鉄道彩美－（2020年8月 - 2021年7月）
  - One and Only（2021年9月 - 2022年8月）[57]
  - Adventure TRAIN（2022年10月 - ）

## 関連人物
- 山崎友也
- 真島満秀